# Zuid-Jutlands
Zuid-Jutlands of Zuid-Juts (synnejysk) is een variëteit van het Deens die op het schiereiland Jutland wordt gesproken. De noordgrens van het taalgebied ligt ongeveer bij de rivier Kongeå, de zuidgrens ligt een kilometer of vijftien ten zuiden van de huidige Duits-Deense rijksgrens. Tot begin 20e eeuw werd in de regio Angelen tussen Flensburg en Sleeswijk ook nog Zuid-Jutlands gesproken. Er zijn geen gegevens over het aantal sprekers.
In het Duits wordt het dialect südjütisch of plattdänisch genoemd, in het Deens sønderjysk of platdansk. Naast Zuid-Jutlands zijn er drie andere Jutlandse dialecten: Noord-Jutlands, West-Jutlands en Oost-Jutlands.
Er is een grote variëteit binnen het Zuid-Jutlands, zodat het duidelijk hoorbaar is uit welke plaats een spreker komt. Op het eiland Als wordt het plaatselijke Zuid-Jutlandse dialect alsisk genoemd.

## Verschillen tussen Zuid-Jutlands en Standaarddeens
In het Zuid-Jutlands worden de Deense b en g uitgesproken als f en ch. Verder heeft het Zuid-Jutlands, net als het IJslands en het Nynorsk, op sommige plaatsen geen breking waar het Standaarddeens wel breking heeft. "Ik" in het Zuid-Juts is æ. Er is hier dus geen j- aan het woordbegin verschenen ("ik" is in het Nynorsk en IJslands eg en ég, in het Zweeds, Standaarddeens en Bokmål jag en jeg, met j). Op andere plaatsen heeft Zuid-Jutlands, net als in het Standaarddeens, wel breking: "thuis" heet in het Zuid-Jutlands (net als in het Standaarddeens) hjem (dus met breking, nynorsk: heim, vorm zonder breking). 
Anders dan in het Standaarddeens heeft het Zuid-Jutlands geen uitgang van bepaaldheid (zoals in alle andere Noord-Germaanse talen), maar een lidwoord. Zo heet het huis in het Standaarddeens huset, waarbij het achtervoegsel -et bepaaldheid aangeeft, maar in het Zuid-Jutlands heet het æ hus, waarbij æ de bepaaldheid aangeeft.
De oostelijke varianten van het Zuid-Jutlands worden zonder stød uitgesproken.